# 3861 Lorenz
3861 Lorenz este un asteroid din centura principală, descoperit pe 30 martie 1910 de Joseph Helffrich.